# Берјак
Берјак (алб. Berjah) је насељено место у општини Ђаковица, на Косову и Метохији. Према попису становништва из 2011. у насељу је живело 154 становника.

## Становништво
Према попису из 2011. године, Берјак има следећи етнички састав становништва:
| Националност | 2011.        |
| Албанци      | 153 (99,35%) |
| недоступно   | 1 (0,65%)    |
| Укупно       | 154          |

| Демографија | Демографија | Демографија |
| Година      | Становника  | Становника  |
| ----------- | ----------- | ----------- |
| 1948.       | 116         |             |
| 1953.       | 120         |             |
| 1961.       | 123         |             |
| 1971.       | 152         |             |
| 1981.       | 236         |             |
| 1991.       | 299         |             |
| 2011.       | 154         |             |